# Welcome Home (Sanitarium)
«Welcome Home (Sanitarium)» — четверта пісня гурту Metallica з альбому Master of Puppets. На її написання музикантів надихнув фільм «Пролітаючи над гніздом зозулі» 1975 року. Дотримуючись загальної теми безсилля і маніпуляції, піднятої в альбомі Master of Puppets, в пісні зображено портрет божевільної людини, що знаходиться в ізоляторі. Музика тут розмірена і потужна, надає пісні холодну, похмуру атмосферу, яка дуже добре поєднується з текстом. Журнали Rolling Stone і Guitar World включили пісню до десятки найкращих пісень Metallica.

## Виконано іншими музикантами
- Anthrax
- Apocalyptica
- Corey Taylor
- Ugly Kid Joe і Metal Church
- Limp Bizkit (для трибьют-концерту Metallica, MTV Metallica Icon 2003 року і Summer Sanitarium Tour 2003)
- Dream Theater (з альбому Master of Metallica)
- Гуртом Bullet for My Valentine для Master Of Puppets: Remastered.
- Iron horse з альбому The Bluegrass — Tribute to Metallica (Iron Horse) Vol 2.